# Underdog (filme)
Underdog (prt: Underdog - O Super-Cão; bra: Vira-Lata) é um filme americano de 2007 da Walt Disney Pictures cujo protagonista é um cachorro da raça beagle dotado de super-poderes. O filme é baseado no desenho animado de mesmo nome, exibido na TV americana entre 1964 e 1973.
O grito de guerra do Vira Lata é uma de suas marcas registradas.

## Sinopse
Um acidente no laboratório de alta tecnologia do dr. Simon Barsinistro (Peter Dinklage) faz com que um cachorro beagle desabrigado, chamado Engraxate, ganhe poderes extraordinários. Com isso ele passa a vestir um traje de super-herói e se auto-denomina o Vira-Lata, jurando defender os cidadãos de Capitol City.
Como grito de guerra do 'Vira-Lata' temos: "There's no need to fear, underdog is here" - Traduzido como: "Todo o Problema Acabou, O Vira-lata Chegou!".

## Elenco
- Jason Lee (Vira-Lata - voz) Marco Ribeiro
- Peter Dinklage (Dr. Simon Barsinistro) Hércules Franco
- James Belushi (Dan Unger) Mauro Ramos
- Patrick Warburton (Domal) Dário de Castro
- Alex Neuberger (Jack Unger) Felipe Drummond
- Taylor Momsen (Molly) Lina Mendes
- Amy Adams (Polly - voz) Flávia Saddy
- John Slattery (Prefeito) Eduardo Borgerth
- Brad Garrett (Riff Raff - voz) Jorge Vasconcellos
- Susie Castillo (Diana Flores) Priscila Amorim
- Samantha Bee (Diretor) Marisa Leal
- Timothy Crowe (Chefe de polícia) Carlos Seidl